# Raffie de Driver
Raffie de Driver
Raffie de Driver (Rafae Roos is een Nederlandse popartiest en publiek figuur uit Den Haag. Hij werd aanvankelijk bekend als chauffeur van de Haagse band Goldband, maar groeide uit tot een zelfstandig performer. Zijn muziek en podiumpresentatie mengen elementen van het levenslied, nederpop en volksmuziek met ironie en zelfspot.
Biografie
Raffie de Driver begon als bijpersonage binnen de entourage van Goldband. Zijn opvallende verschijning en humoristische stijl maakten hem populair bij fans, waarna hij steeds vaker zelf optrad. Zijn stem wordt omschreven als balancerend tussen André Hazes en een “dronken karaokekoning” 
Zijn muziek wordt gekenmerkt door een mengsel van kampvuurpoëzie, polderglamour, zelfspot en romantiek. Hiermee weet hij zowel de sfeer van het Nederlandse levenslied op te roepen als een parodische knipoog te geven. 
Muzikale carrière
Doorbraak
In 2025 bracht Raffie de Driver zijn eerste officiële single uit: Op de Maan met Maan (25 juli 2025). Het nummer, geschreven en geproduceerd door Rafael Roos, Boaz Kok en Wieger Hoogendorp, werd al vóór de release op festivals en plekken als Wildeburg en Wilde Weide en PIP massaal meegezongen.
Optredens
Raffie de Driver trad onder meer op tijdens:
- Wildeburg Festival (2025)
- Wilde Weide Festival (2025)
- Haringfest (2025)
- Studio Wieman (2025)
- PIP Den Haag (2025
- Hij was ook te gast bij de column van schrijver Dario Goldbach op Lowlands ‘25 waarbij hij het nummer meerdere malen optrad.

Voor de release van Op de Maan met Maan organiseerde hij een mini-tour langs verschillende Haagse clubs en kroegen, waaronder PIP en Caipi Café.
Toekomstige projecten
In december 2025 verschijnt zijn debuut-EP, die wordt gepresenteerd tijdens een eigen headline-show in Amsterdam.
Discografie
- Op de Maan met Maan (single, 2025)
- [Debuut-EP, verwacht december 2025]

Externe links
- Raffie de Driver op Instagram
- Raffie de Driver op Spotify
- Haagse Nieuwe ‘3voor12’
- Wilde Weide Festival - Haags Hoekie